# شیخ‌احمد (اردبیل)
شیخ‌احمد روستایی زیبا است که در استان اردبیل، شهرستان اردبیل، بخش مرکزی، دهستان غربی قرار دارد. در سی و دو کیلومتری شهر اردبیل قرار دارد.

## جمعیّت
بر اساس سرشماری سال ۱۳۸۵ جمعیّت این روستا ۷۳۱ نفر با ۱۳۶ خانوار بوده‌است.